# Waruna jezik
Waruna jezik (ISO 639-3: wrv), papuanski jezik koji se govori u selu Waruna u provinciji Western, Papua Nova Gvineja. Njime se služi 600 ili više ljudi (1991 SIL), bilingualnih i u gogodalskom. Najsrodni je jeziku ari.

## Vanjske poveznice
- Ethnologue (14th)
- Ethnologue (15th)